# Tratado de Lima (1929)

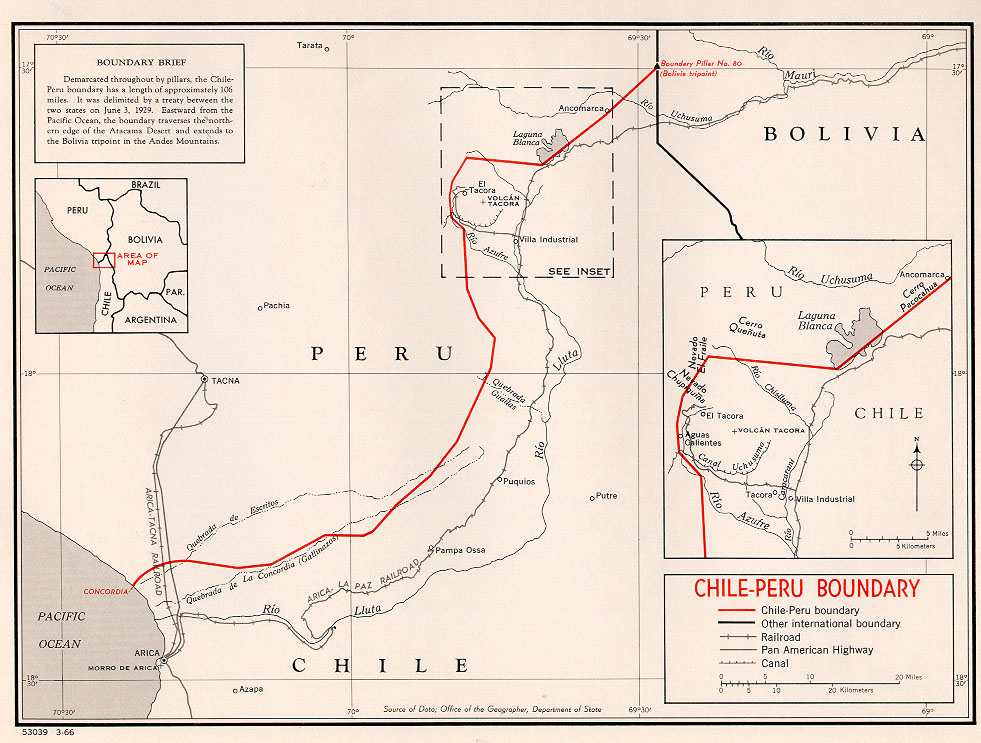
Arquivo do Tratado de Lima no Departamento de Estado dos Estados Unidos

O Tratado de Lima, também conhecido como Tratado Rada y Gamio - Figueroa Larraín ou Tratado de 1929, é um pacto firmado em 3 de junho de 1929 na cidade de Lima entre Chile e Peru, que põe fim na controvérsia da soberania das províncias de Tacna e Arica. Segundo o tratado, a Província de Tacna se reincorporava ao Peru, no entanto que a de Arica permaneceu em poder do Chile, comprometendo-se este último a pagar ao Peru uma indenização de seis milhões de dólares estadunidenses. Também fixa a linha da Concórdia como o limite fronteiriço terrestre entre ambos países e as servidumbres a favor do Peru em Arica como o Píer Peruano de Arica e a Ferrovia Tacna - Arica.